# Плащ

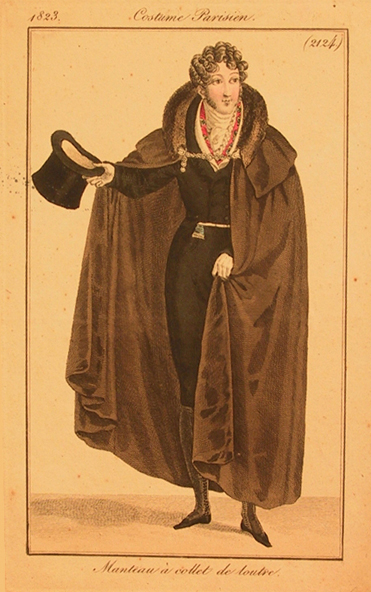
Вечірній плащ або манто, від костюма Parisien, 1823

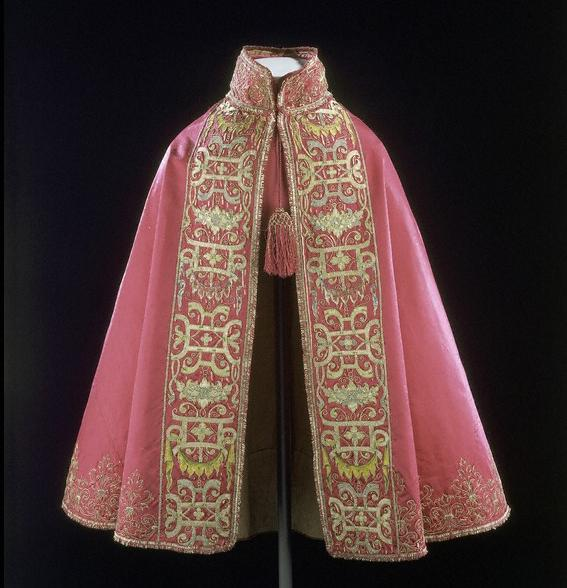
Плащ, 1580—1600 рр. Музей Вікторії та Альберта 793—1901

Плащ — це різновид легкого одягу, який вдягається поверх іншого одягу і має ту саму мету, що і пальто. Плащ оберігає власника від холоду, дощу чи вітру, також може входити до складу вбрання чи уніформи. Плащі використовувались незліченними історичними товариствами; багато кліматичних регіонів віддають перевагу одягу з повним тілом, який легко знімається і не обмежує користувача, що носить рукави. З часом конструкції плащів були змінені, щоб відповідати моді та доступному текстилю. 
Плащі, як правило, кріпляться на шиї або через плече, мають велику довжину, від стегна аж до щиколотки, нормальна довжина середини ікри. Вони можуть мати прикріплений капюшон і можуть прикривати й застібатись спереду, у цьому випадку вони мають отвори або прорізи для проходження рук. Однак плащі майже завжди без рукавів.

## Етимологія
Слово плащ походить з давн.-фр. cloche, клок, що означає «дорожній плащ», та від середньовічної латини clocca «мису мандрівників», буквально «дзвін», так званого від дзвоноподібного предмета одягу форми. Таким чином, слово пов'язане зі словом годинник. 

## Історія
Було відомо, що давні греки та римляни носили плащі. Грецькі чоловіки та жінки носили хімацію, починаючи від архаїки та закінчуючи елліністичними періодами (близько 750—30 рр. до н. е.). Пізніше римляни одягнули плащ в грецькому стилі — палій. Палій був чотирикутним, за формою нагадував квадрат і він сидів на плечах, не на відміну від гімаціону.
Римляни республіки носили б тогу як офіційну демонстрацію свого громадянства. Це було відмовлено іноземцям і магістрати на всіх випадках носили його як службовий знак. Стверджувалося, що тога походить від Нуми Помпілія, другого царя Риму. 

## Оперний плащ
У повному вечірньому вбранні в західних країнах дами та джентльмени часто використовують плащ як декларацію моди або для захисту тонких тканин вечірнього одягу від стихій, особливо там, де пальто може розчавити або приховати одяг. Плащі опери виготовляються з якісних матеріалів, таких як шерсть або кашемір, оксамит і атлас.
Дами можуть носити довгий (через плечі або до щиколоток) плащ, який зазвичай називають накидкою, або плащ у повний зріст. Джентльмени одягають плащ до щиколотки або повний зріст. Офіційні плащі часто мають дорогі кольорові підкладки та оздоблення, такі як шовк, атлас, оксамит та хутро.
Цей термін був назвою оперної комедії 1942 року. 

## У літературі та мистецтві

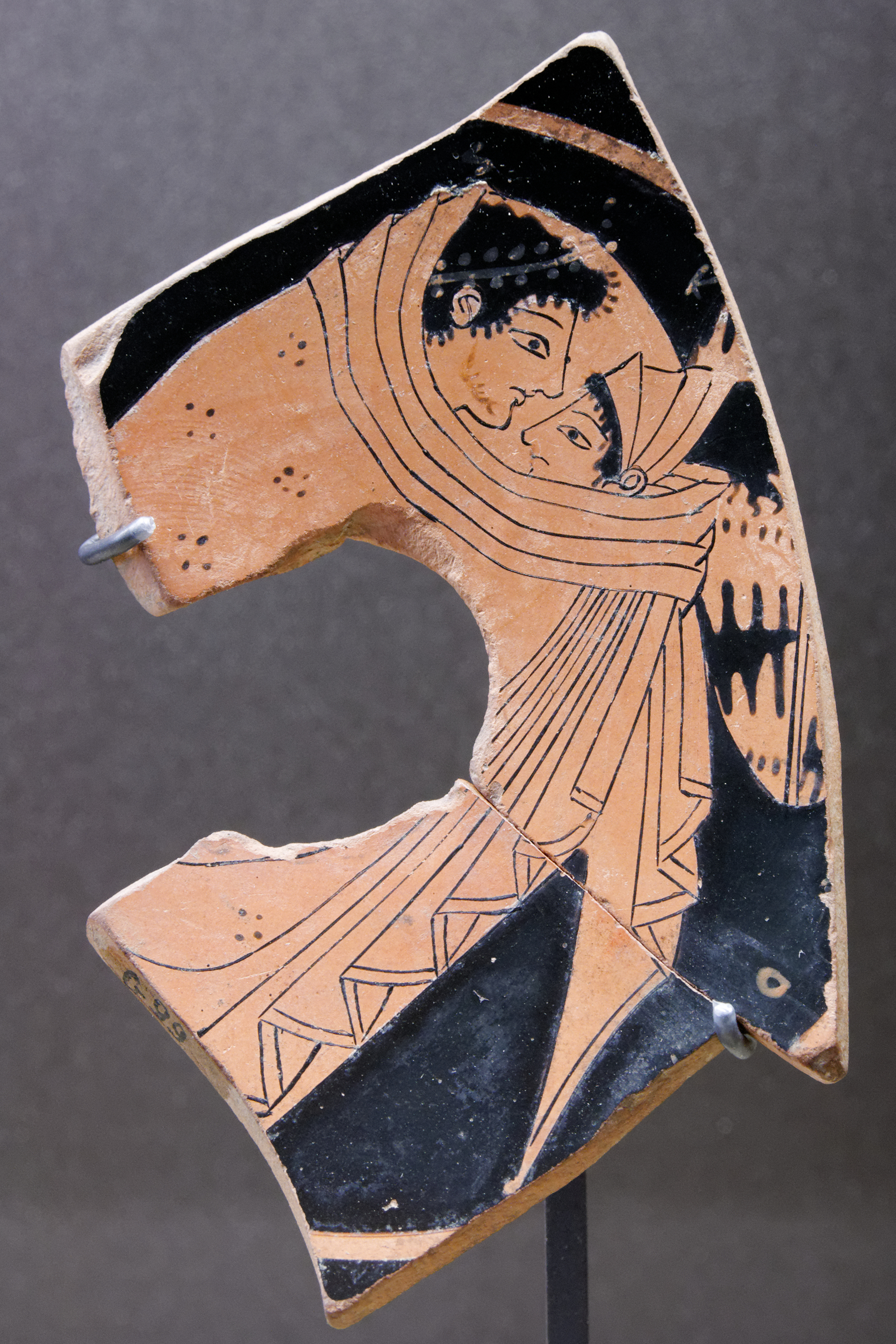
Пара ховається під тим самим плащем, фрагмент давньогрецької червонофігурної чашки, бл. 525 р. до н. е. — 500 р. до н. е., знайдено в Афінах. Музей Лувр, Париж

Згідно з Біблійною версією короля Джеймса, Матвій записав Ісуса Галілейського, який сказав у Матвія 5:40: «І якщо хтось подасть на тебе позов проти закону та забере твій кожух, нехай має і твій плащ». У Біблійній версії короля Джеймса в Луці 6:29 зафіксовано слова, записані дещо інакше: «... а тому, хто забирає твій плащ, заборони не брати й твого пальто».
Плащі — основний одяг у жанрі фентезі завдяки популярності середньовічних обставин, хоча конструкції плащів-фентезі зазвичай більше схожі на плащі 18 або 19 століття, ніж середньовічні. Вони також зазвичай асоціюються з відьмами, чаклунами та вампірами; у найвідомішій сценічній версії Дракули, яка вперше зробила відомим актора Белу Лугосі, було показано, що він носив її, щоб його вихід через приховані на сцені пастки могли здатися раптовими. Коли Лугосі повторив свою роль Дракули для кіноверсії п'єси Universal Studios 1931 року, він зберіг плащ як частину свого вбрання, що справило настільки сильне враження, що плащі стали прирівнюватися до графа Дракули майже у всіх неісторичних його зображення в ЗМІ.
Плащі-фантазії часто магічні. Наприклад, вони можуть надати людині, яка його носить, невидимість, як у серії про Гаррі Поттера Дж. К. Роулінг. Подібний вид одягу носять члени Товариства Кільця у «Володарі кілець» Дж. Р. Р. Толкіна, хоча замість надання повної невидимості зроблені Ельфами плащі просто переходять між будь-якими природними кольорами (наприклад, зеленим, сірий, коричневий), щоб допомогти користувачеві злитися зі своїм оточенням. У історіях коміксів Marvel та у кінематографічному Всесвіті Marvel чаклун Доктор Стрендж асоціюється з магічним Плащем Левітації, який не тільки дозволяє його власникові левітувати, але має й інші містичні здібності. Доктор Стрендж також використовує його як зброю. Крім того, мантії у фантазії можуть звести нанівець магічні снаряди, як «плащ магічного опору» в NetHack.

## Метафора
Образно кажучи, плащ — це все, що щось маскує чи приховує. У багатьох франшизах наукової фантастики, таких як «Зоряний шлях», є пристрої-маскувальники, які забезпечують спосіб уникнути виявлення, роблячи предмети невидимими. Справжній пристрій, хоч і обмежених можливостей, було продемонстровано у 2006 році. 
Оскільки вони тримають людину прихованою і приховують зброю, фраза «плащ і кинджал» позначає шпигунство та таємні злочини: це передбачає вбивство із прихованих джерел. Історії «Плащ і кинджал» — це, таким чином, загадки, детективи та кримінали. Дуже пильний дует коміксів Marvel Cloak and Dagger є відсиланням на це.